# Armoiries de l'Indonésie

Armoiries d’Indonésie

L'emblème de la république d'Indonésie est le Garuda, le roi des oiseaux de la mythologie hindoue et vâhana (monture) du dieu Vishnu. Garuda figure notamment sur de nombreux temples construits dans l'île de Java à partir du VIIIe siècle apr. J.-C.
L’aigle est le symbole de l’énergie créatrice. Sa couleur or évoque la grandeur de la nation. Le noir représente la nature.
L’aigle a 17 plumes sur chaque aile, 8 sur la queue et 45 sur le cou. Ces nombres sont ceux de la date de la proclamation de l’indépendance : 17 août 1945.
La devise nationale, inscrite sur la bannière que l’aigle tient en ses serres, est «Bhinneka Tunggal Ika». On la traduit habituellement par "unité dans la diversité". En réalité, elle signifie en vieux-javanais : "(Bien que) divisée, elle est une".
Cette phrase provient d'un kakawin ou poème en kawi (vieux-javanais), le  Sutasoma, écrit au XIVe siècle par le poète de cour Mpu Tantular du royaume javanais de Majapahit, à l'époque du roi Rājasanagara, plus connu sous le nom de Hayam Wuruk. Ce poème prône la tolérance entre les adeptes des cultes bouddhique et shivaïte, tous deux présents dans le royaume. La devise vient du quatrain suivant :
- Rwāneka dhātu winuwus Buddha Wiswa
- Bhinnêki rakwa ring apan kena parwanosen
- Mangka ng Jinatwa kalawan Śiwatatwa tunggal
- Bhinnêka tunggal ika tan hana dharma mangrwa.

qui se traduit par :
- "Bouddha et Shiva sont deux principes différents.
- Ils sont en effet différents, mais comment peut-on le reconnaître?
- Parce que la vérité du Jina (Bouddha) et de Shiva est une
- Bien que divisée, elle est une et il n'y a pas de confusion dans la vérité."

Le blason symbolise la légitime défense par la lutte et la protection de soi. Le rouge et le blanc sur le fond rappellent les couleurs du drapeau de l'Indonésie, lui-même un ancien étendard javanais qui remonte au moins au XIIIe siècle. La ligne horizontale au milieu représente l’équateur qui traverse notamment les îles de Sumatra, Bornéo, Sulawesi et Halmahera.
Les cinq symboles portés sur le blason représentent l'idéologie de l’État indonésien, les Pancasila ou "cinq principes" :
1. L’étoile d’or sur le fond noir au centre du blason représente le premier principe : l'unification des religions (différentes religions mais la même idée).
2. La chaîne symbolise les générations humaines qui se succèdent. Les anneaux ronds représentent les femmes et les anneaux carrés les hommes. C’est le symbole du deuxième principe : une humanité juste et civilisée.
3. Le waringin ou banian symbolise le troisième principe : l’unité de l’Indonésie.
4. La tête de banteng (bos javanicus) noire sur un fond rouge représente le quatrième principe : la démocratie guidée par la sagesse à travers la délibération et la représentation.
5. Le cinquième principe, la justice sociale pour tout le peuple indonésien, est symbolisé par l’or et le blanc du riz (c'est-à-dire la nourriture) et du coton (le vêtement).

Sceau du président de la république d'Indonésie